# Национальный олимпийский комитет Туниса
Национальный олимпийский комитет Туниса (фр. Comité national olympique tunisien) — организация, представляющая Тунис в международном олимпийском движении. Основан и зарегистрирован в МОК в 1957 году.
Штаб-квартира расположена в городе Тунисе. Является членом Международного олимпийского комитета, Ассоциации национальных олимпийских комитетов Африки и других международных спортивных организаций. Осуществляет деятельность по развитию спорта в Тунисе.